# 英特爾Socket G3
Intel Socket G3， 也稱為rPGA 946B/947或FCPGA 946，是英特爾設計的處理器插座及對應處理器的管脚陣列，於2013年面世，支援Haswell微架構、Broadwell微架構系列中可插拔式的移動處理器。相容於單品項管理於型號字尾有一個「M」的處理器。
Socket G3設計是用於取代Socket G2（也稱為rPGA 988B）。Socket G3插座有947個脚位，而處理器基板上的插針陣列的引腳有946針或947針。
使用Socket G3的晶片組是英特爾的8系列PCH晶片組的行動版本，代號「Lynx Point」。

## 外部連結
- http://www.designworldonline.com/articles/5444/154/Molex-Sockets-Earn-Intel--Validation.aspx （页面存档备份，存于）